# نوشيان

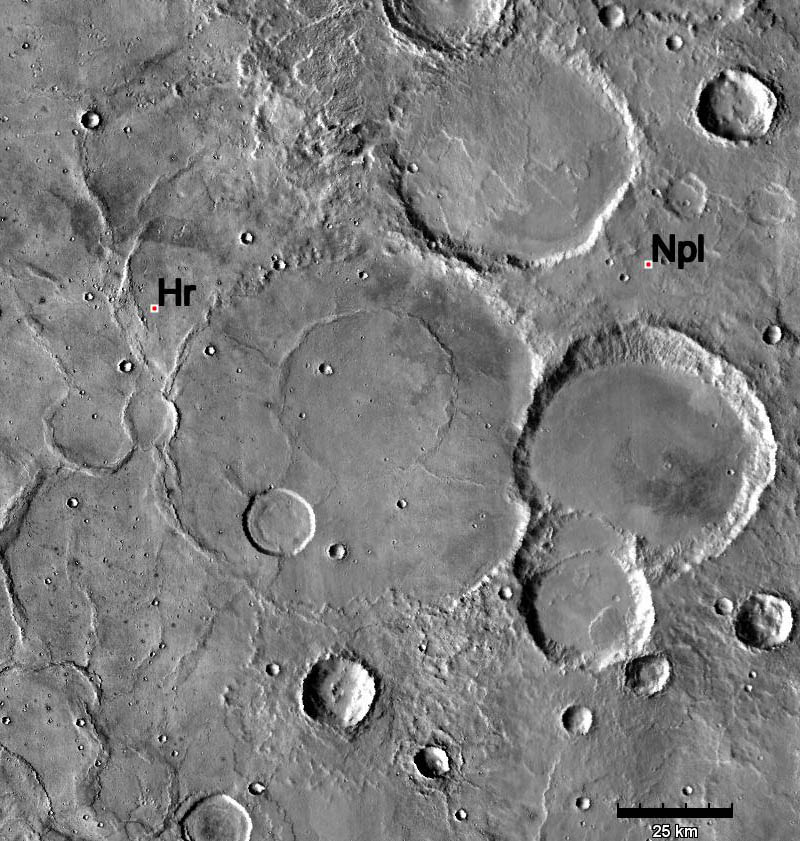
نواتشيان هو نظام جيولوجي وفترة زمنية مبكرة على كوكب المريخ

نواتشيان هو نظام جيولوجي وفترة زمنية مبكرة على كوكب المريخ تتميز بمعدلات عالية من النيازك والكويكبات والآثار واحتمال وجود المياه السطحية الفيرة العمر المطلق من فترة نواتشيان غير مؤكد ولكن ربما يتوافق مع القمر قبل نكتريان إلى فترات إمبريان في وقت مبك  من 4100 إلى 3700 مليون سنة، خلال الفاصل الزمني المعروف باسم القصف الثقيل المتأخر، العديد من الأحواض تأثير كبير على القمر والمريخ شكلت في هذا الوقت. فترة نواتشيان تعادل تقريبا الدهر الجهنمي وأوائل الدهر السحيق عندما نشأت أشكال الحياة الأولى على الأرجح. خلال نواتشيان، كان مناخ المريخ أكثر كثافة مما هو عليه اليوم، وقد يكون المناخ دافئا بما فيه الكفاية تسمح لهطول الأمطار.
البحيرات والأنهار الكبيرة كانت موجودة في نصف الكرة الجنوبي، وربما كان المحيط قد غطى السهول الشمالية المنخفضة. وبراكين واسعة في منطقة ثارسيس، وبناء كتل هائلة من المواد البركانية (انتفاخ ثارسيس) والإفراج عن كميات كبيرة من
الغازات في الغلاف الجوي. 0> وقد أدى تجفيف الصخور السطحية إلى تنوع
المعادن الطينية (معادن السيليكات) التي تشكلت في ظروف كيميائية مواتية للحياة الميكروبية.